# Ільїч (Гомельський район)
Ільїч (біл. Ільіч) — селище в Улуковській сільській раді Гомельського району Гомельської області Республіки Білорусь.

## Географія
Розташоване на березі річки Сож (притока річки Дніпро). за 3 км на схід від Гомеля та за 6 км від залізничної станції Гомель-Пасажирський.

## Транспортна мережа та інфраструктура
Автошлях сполучає селище з Гомелем. Планування селища складається з прямолінійної вулиці, яка орієнтована з південного сходу на північний захід, до якої на півночі приєднується коротка прямолінійна вулиця. Забудова дерев'яного садибного типу.

## Історія
Виявлені археологами поселення пізнього етапу зарубинецької культури (II—V століття н. е., на західній околиці, з боку надзаплавної тераси лівого берега річки), поселення епохи Київської Русі (за 1 км на південь села, в урочищі Горілий Олес), — V тисячоліть до н. е. епохи мезоліту (за 0,8 км на південь від села, на південно-західній околиці села, 1,2 км на південь від села, 0,4 км на південний захід від села) свідчать про заселення цих місць з давніх-давен.
За письмовими джерелами відоме з XIX століття як село Кльонки у Гомельському повіті Могилівської губернії. 1931 року мешканці селища вступили до колгоспу.
Під час німецько-радянської війни у вересні 1943 року німецькі окупанти повністю спалили селище та вбили 2 мешканців. У 1959 році у складі племзаводу «Березки» (центр — село Березки). Розташовуються початкова школа, фельдшерсько-акушерський пункт.

## Населення
Чисельне населення станом на 2009 рік становило 452 мешканця.

## Відомі уродженці
- Семенцов Михайло Іванович[3] (1917—1945) — радянський військовий льотчик часів Другої світової війни, Герой Радянського Союзу (1943).